# Église Saint-Michel de Tréguier
L'église Saint-Michel est un édifice situé à Tréguier, en France.

## Localisation
L'église est située sur le territoire de la commune de Tréguier, dans le département des Côtes-d'Armor, en région Bretagne.

## Description
De la chapelle datant de 1474, détruite par les Anglais au XVIe siècle, n'est plus conservé que le clocher, tour carrée flanquée d'un escalier et surmontée d'une flèche octogonale en pierre. Le passage du carré à l'octogone est obtenu par quatre encorbellements simples par superposition d'assises dont la face présente un triangle.

## Historique
L'église est classée partiellement au titre des monuments historiques par arrêté du 25 juin 1930.

## Galerie

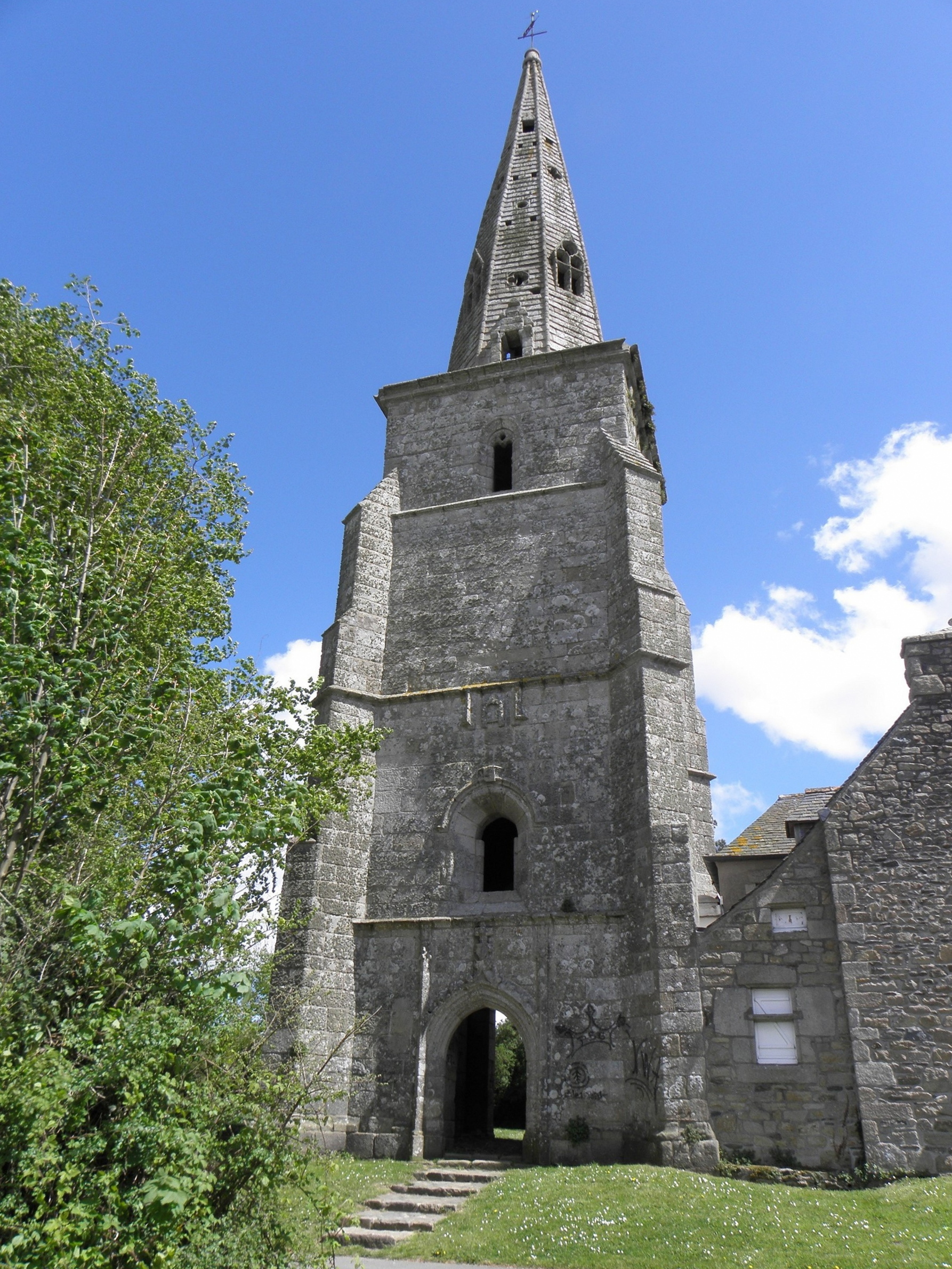
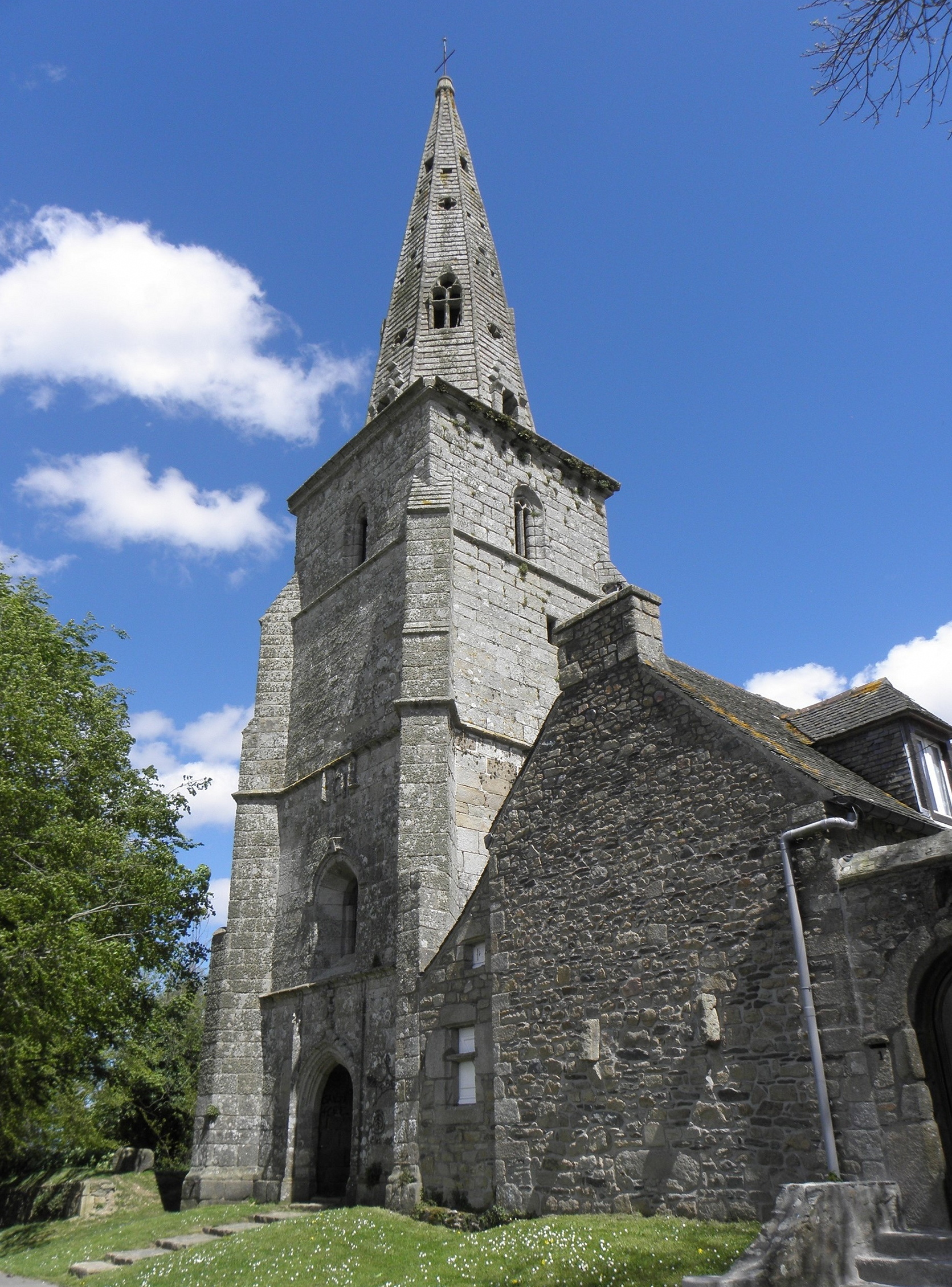
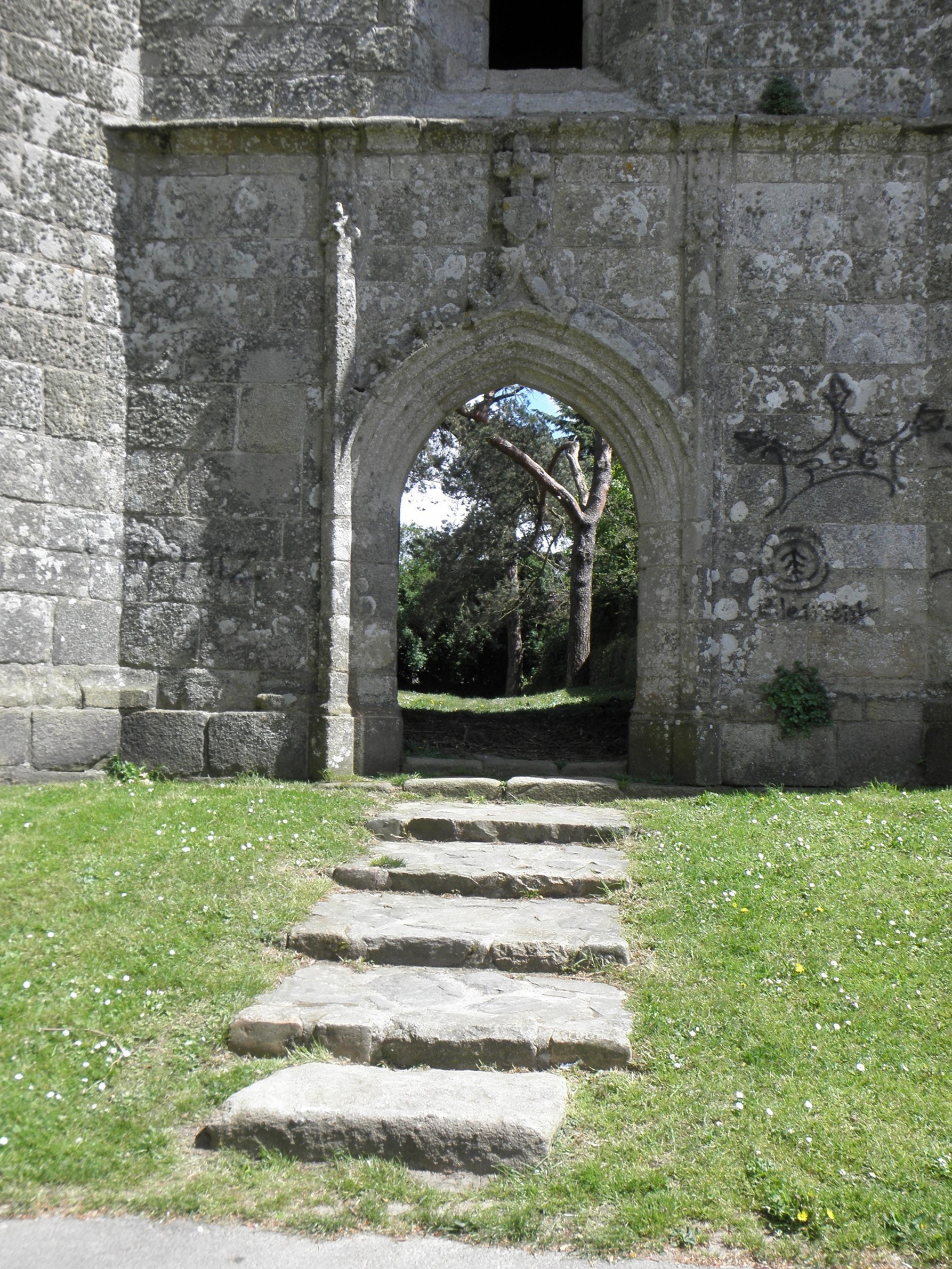
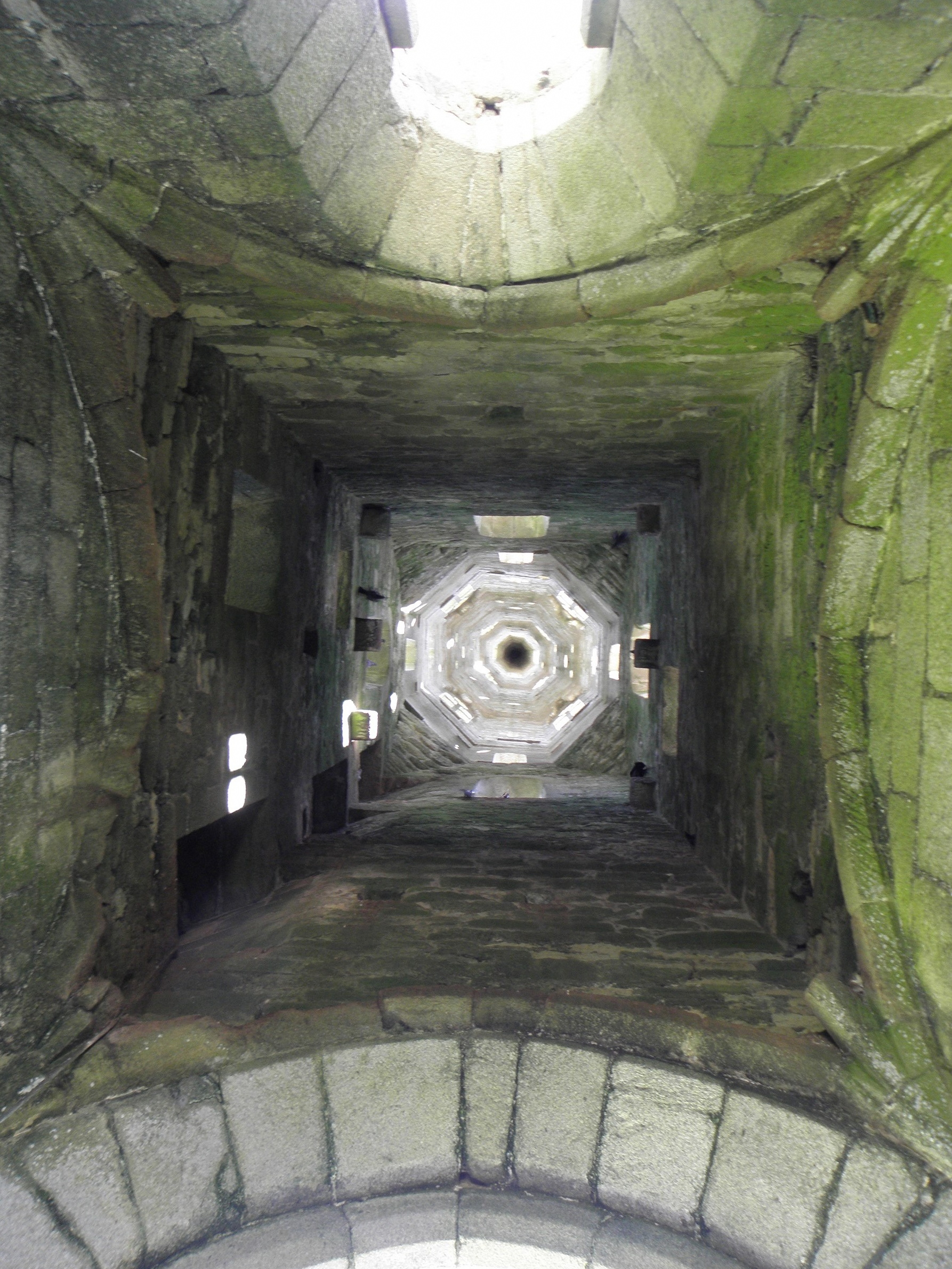